# Azovstal
Azovstal (ukrainsk металургійний комбінат «Азовста́ль») er et stålværk i den ukrainske by Mariupol. Det er et af de største metallurgiske anlæg i Europa og et af de vigtigste i Ukraine.
Under Ruslands invasion af Ukraine i 2022 blev store dele af stålværket ødelagt.
| - Azovstal jern- og stålværk - Azovstal havn - Hovedindgangen - Hovedkontoret |